# Diana Lunina
Diana Wadymiwna Lunina (ukrainisch Діана Вадимівна Луніна; geb. Mulenko, * 28. Oktober 1992 in Kiew) ist eine ukrainische Beachvolleyballspielerin. Sie wurde 2018 Meisterin der Ukraine im Sand.

## Karriere
2011 trat die Athletin zum ersten Mal bei einem Event der FIVB World Tour an. Mit Swetlana Baburyna kam sie bei den Phuket–Open aber nicht über die Qualifikation hinaus. Erst zwei Jahre später setzte sie ihre Karriere fort und nahm mit Iryna Machno an drei nationalen Turnieren teil. Zwei dritte und ein fünfter Platz waren die Resultate. Noch in der gleichen Saison kehrte Mulenko, wie sie damals noch hieß, zu ihrer ersten Partnerin zurück. Beste Ergebnisse waren der Sieg im heimischen Saky sowie der fünfte Rang bei einem Wettbewerb der East European Volleyball Zonal Association (EEVZA). Von 2014 bis 2015 stand die in der Hauptstadt geborene Sportlerin mit Inna Machno, der Zwillingsschwester von Iryna, auf der gleichen Seite des Netzes. Die beiden konnten ein nationales Turnier gewinnen. Bei EEVZA–'Veranstaltungen wurden sie je einmal Zweiter und Dritter, bei den Antalya Open überstanden sie die Qualifikation sowie die Poolphase und scheiterten erst in der ersten Hauptrunde an den Deutschen Schumacher / Behrens. Nicht sehr erfolgreich war die Zusammenarbeit von Diana Lunina mit Myloslava Bezpalko sowie zwei weiteren Partnerinnen von 2016 bis Mai 2018.
Besser lief die Partnerschaft mit Maryna Hladun ab Juni des Jahres. Während der zwei Spielzeiten siegten die Ukrainerinnen in der ersten Saison bei der Meisterschaft ihres Heimatlandes, standen in je einem Endspiel eines Ein-Stern- und eines Zwei-Sterne-Wettbewerbs, auf dem geteilten neunten Rang des Drei-Sterne-Events von Qinzhou und überstanden die Qualifikation sowie die Gruppenphase der Vier-Sterne-Veranstaltung in Ostrava. Die EM-Teilnahme 2019 endete für sie sieglos mit nur einem Satzgewinn. 2020 folgten zwei Turniere mit der ehemaligen Partnerin Baburyna. Beim Drei–Sterne–Event in Qinzhou reichten die erfolgreiche Qualifikation und der dritte Platz in der Gruppe für die erste Hauptrunde. Beim Zwei−Sterne–Wettbewerb in Siem Reap sorgte die gleiche Bilanz für das Ausscheiden in der Poolphase.
Bei gleichwertigen Events in Rubavu und Prag gelang mit Walentyna Dawidowa in der ersten gemeinsamen Saison das Erreichen der Vorschlussrunde sowie bei der Vier–Sterne–Veranstaltung in Itapema das Überstehen der Gruppenphase. 2022 siegten die Ukrainerinnen beim Future in Myslowice, wurden Zweite in Leuven, standen zwei Mal auf dem Treppchen bei nationalen Turnieren und bezwangen zwei Gegnerduos in der Quali des Challenge–Events von Espinho. Bei den Europameisterschaften blieben sie jedoch genauso sieglos wie im Vorjahr. An der Seite von Tetjana Lasarenko spielte Diana Lunina 2023 und stand mit ihr im Endspiel des Futures in Madrid sowie auf der obersten Stufe des Podests in Spiez. Seit 2024 bildet sie wieder ein Team mit Iryna Machno.

## Sonstiges
Die Sportlerin studierte an der Nationalen Universität für Leibeserziehung und Sport der Ukraine in ihrer Heimatstadt. Seit dem 27. September 2016 ist sie verheiratet.